# 심심이
심심이는 심심이주식회사(구 이즈메이커)의 온라인 인공지능 챗봇이다. 2002년 처음 MSN 심심이로 만들어졌으며 2010년 스마트폰 앱이 출시되었다. 캐릭터 상품화되어 있다.

## 추가정보
2012년부터 글로벌 서비스로 발돋움하여 2019년 기준 81개 언어에서 누적사용자 3억 5천만 명을 확보했다. CNN 기반으로 딥러닝 문장분류 모델(DSC)을 자체 구현하여 비속어를 제어하고 있다.
심심이는 폴더폰에 MMS서비스로도 활동하고 있으며 번호는 ##332이다. 이 번호로 문자를 보낼 시 앱과 동일한 답을 받을 수 있다. 그러나 폴더폰의 폰 기종에 따라 심심이 서비스가 있을 수도 있고 없을 수도 있다. 대부분의 폰에 심심이 서비스는 없다.

## 사용 방법
- 대화 : 일반적인 채팅과 같이 대화를 입력하면 즉시 대답을 얻을 수 있다.
- 가르치기 : 물어보는 말 - 대답하는 말 쌍을 입력하여 제출하면 수 분 내에 대화에서 확인할 수 있다.
- 신고 : 한 사람이 대화 1개를 1번 신고를 할 수 있으며, 15번 째 신고 접수 시 해당 대화는 삭제된다.

## 같이 보기
- 본디 (소셜 네트워크 서비스)
- 클레버봇
- Jabberwacky